# Madrid Tennis Grand Prix 1993
Il Madrid Tennis Grand Prix 1993 è stato un torneo di tennis giocato sulla terra rossa. È stata la 22ª edizione del Madrid Tennis Grand Prix che fa parte della categoria World Series nell'ambito dell'ATP Tour 1993. Si è giocato a Madrid in Spagna dal 26 aprile al 2 maggio 1993.

## Campioni

### Singolare
Stefan Edberg ha battuto in finale  Sergi Bruguera con il punteggio di 6–3, 6–3, 6–2

### Doppio
Tomás Carbonell /  Carlos Costa hanno battuto in finale  Luke Jensen /  Scott Melville con il punteggio di 6–7, 6–2, 6–3